# فرانچسکو گونزالس رودریگز
فرانچسکو گونزالس رودریگز (به اسپانیایی: Francisco González Rodríguez) (زاده ۱۹ اکتبر ۱۹۴۴) کارآفرین، بانکدار و مدیر ارشد اجرایی اسپانیایی است، که در حال حاضر به‌عنوان رییس هیئت مدیره بانکو بیلبائو ویسکایا آرخنتاریا فعالیت می‌نماید.